# Monson (Maine)
Monson ist eine Town im Piscataquis County des Bundesstaates Maine in den Vereinigten Staaten. Im Jahr 2020 lebten hier 609 Einwohner in 557 Haushalten.

## Geographie
Nach dem United States Census Bureau hat Monson eine Gesamtfläche von 127,17 km², von der 121,16 km² Land sind und 6,01 km² aus Gewässern bestehen.

### Geographische Lage
Monson liegt im Südwesten des Piscataquis Countys am Piscataquis River, der durch den Südwesten der Town in südlicher Richtung fließt. Zentral im Gebiet der Town liegt der Lake Hebron, nördlich der Monson Pond und die Spectacle Ponds. Die Oberfläche ist leicht hügelig und die höchste Erhebung ist der zentral gelegene, 484 m hohe Buck Hill.

### Nachbargemeinden
Alle Entfernungen sind als Luftlinien zwischen den offiziellen Koordinaten der Orte aus der Volkszählung 2010 angegeben.
- Norden: Northeast Piscataquis, Unorganized Territory, 75,6 km
- Osten: Willimantic, 9,4 km
- Südosten: Guilford, 16,1 km
- Süden: Abbot, 11,6 km
- Westen: Blanchard, Unorganized Territory, 13,0 km
- Nordwesten: Shirley, 11,9 km

### Stadtgliederung
In Monson gibt es mehrere Siedlungsgebiete: Finn Hall, Kingsbury, Monson, Oakdale und Parrot.

### Klima
Die mittlere Durchschnittstemperatur in Monson liegt zwischen −11,1 °C (12 °F) im Januar und 19,4 °C (67 °F) im Juli. Damit ist der Ort gegenüber dem langjährigen Mittel der USA um etwa 9 Grad kühler. Die Schneefälle zwischen Oktober und Mai liegen mit bis zu zweieinhalb Metern mehr als doppelt so hoch wie die mittlere Schneehöhe in den USA; die tägliche Sonnenscheindauer liegt am unteren Rand des Wertespektrums der USA.

## Geschichte
Monson wurde am 8. Februar 1822 durch einen legislativen Akt des Bundesstaates gegründet. Vorher war der Ort Teil der Hebron Academy und der Monson Academy durch einen Grant des Bundesstaates Massachusetts im Jahr 1811. Am 22. April 1822 hatte der Ort seine erste Ratssitzung, mit der die Verwaltungsstrukturen festgelegt wurden. Nach der Rodung des Landes kamen 1816 die ersten Bewohner.
1870 wurde Schiefer von einem Bewohner aus Wales entdeckt und über die nächsten Jahrzehnte entstanden viele Schiefersteinbrüche, was zu einer zunehmenden Bevölkerungszahl sowie zu einer guten Einnahmequelle für die Einwohner wurde. Eine Schmalspurbahn, die Monson Railroad mit mehr als vier Lokomotiven, die für den Schiefertransport und für den Transport von Passagieren zur größeren Bangor and Aroostook Railroad in Abbot verwendet wurden, konnte in Folge gebaut werden. Die Schieferindustrie ging nach dem Ersten Weltkrieg zurück.

### Einwohnerentwicklung
| Volkszählungsergebnisse – Town of Monson, Maine | Volkszählungsergebnisse – Town of Monson, Maine | Volkszählungsergebnisse – Town of Monson, Maine | Volkszählungsergebnisse – Town of Monson, Maine | Volkszählungsergebnisse – Town of Monson, Maine | Volkszählungsergebnisse – Town of Monson, Maine | Volkszählungsergebnisse – Town of Monson, Maine | Volkszählungsergebnisse – Town of Monson, Maine | Volkszählungsergebnisse – Town of Monson, Maine | Volkszählungsergebnisse – Town of Monson, Maine | Volkszählungsergebnisse – Town of Monson, Maine |
| Jahr                                            | 1800                                            | 1810                                            | 1820                                            | 1830                                            | 1840                                            | 1850                                            | 1860                                            | 1870                                            | 1880                                            | 1890                                            |
| ----------------------------------------------- | ----------------------------------------------- | ----------------------------------------------- | ----------------------------------------------- | ----------------------------------------------- | ----------------------------------------------- | ----------------------------------------------- | ----------------------------------------------- | ----------------------------------------------- | ----------------------------------------------- | ----------------------------------------------- |
| Einwohner                                       |                                                 |                                                 |                                                 | 411                                             | 548                                             | 654                                             | 708                                             | 604                                             | 827                                             | 1237                                            |
| Jahr                                            | 1900                                            | 1910                                            | 1920                                            | 1930                                            | 1940                                            | 1950                                            | 1960                                            | 1970                                            | 1980                                            | 1990                                            |
| Einwohner                                       | 1116                                            | 1243                                            | 1079                                            | 1181                                            | 977                                             | 855                                             | 852                                             | 669                                             | 804                                             | 744                                             |
| Jahr                                            | 2000                                            | 2010                                            | 2020                                            | 2030                                            | 2040                                            | 2050                                            | 2060                                            | 2070                                            | 2080                                            | 2090                                            |
| Einwohner                                       | 666                                             | 686                                             | 609                                             |                                                 |                                                 |                                                 |                                                 |                                                 |                                                 |                                                 |

## Kultur und Sehenswürdigkeiten

### Bauwerke
In Monson wurden drei Bauwerke unter Denkmalschutz gestellt und ins National Register of Historic Places aufgenommen.
- Monson Community Church, 2012 unter der Register-Nr. 12000453.[11]
- Monson Engine House, 2005 unter der Register-Nr. 05000798.[12]
- Swedish Lutheran Church, 1984 unter der Register-Nr. 84001489.[13]

### Regelmäßige Veranstaltungen
Es gibt mehrere Veranstaltungen, die verteilt über das ganze Jahr stattfinden. Aus einer solchen Feier zum 175. Geburtstag des Ortes konnte eine Original-Lokomotive der Schmalspurbahn erhalten werden, die für Zugfahrten für Besucher genutzt wird. Auch der Snow Roller Day, das Ice Fishing Derby, ein Schneemobilrennen, Eislaufen und andere Veranstaltungen werden durchgeführt.
- Memorial Day Parade – jährlich findet eine Memorial Day Parade statt.
- Spring Clean-Up – Kinder aus der Umgebung werden ermutigt, die Stadt „zu reinigen“. Sie bekommen dafür ein kostenloses Hot Dog, eine Limonade und Kartoffelchips.
- Summerfest – keine Veranstaltung, um den Sommer zu feiern.
- Fall Festival – die Herbstfeier umfasst manchmal eine kleine Parade, Pferderennen, Kürbismalen/-schnitzen, Geschichtenerzählen und andere Veranstaltungen für Kinder, mit einem Feuerwerk.
- Kris Kringle Fair – Eine Veranstaltung, die in der Weihnachtszeit stattfindet, wobei viele lokale Künstler ihre handgemachten Produkte verkaufen, mit Essen und Live-Musik.

## Wirtschaft und Infrastruktur

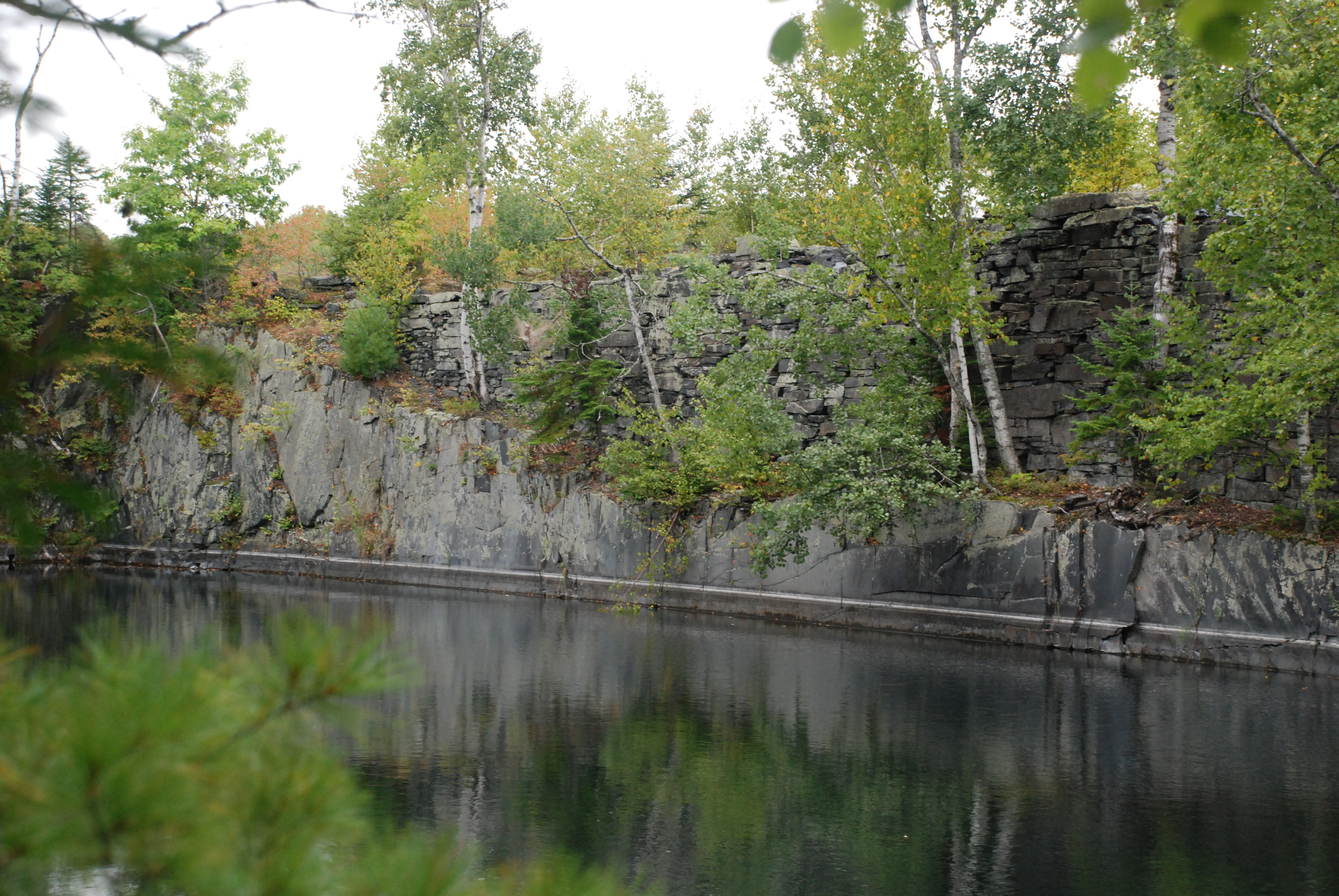
Überfluteter Schiefersteinbruch in Monson

Heutzutage ist die Sheldon Slate Company die einzige größere Firma im Ort, die Schiefer für unterschiedlichste Anwendungen produziert. Es gibt zudem eine kleine Firma, die Dachschiefer verkauft. Der Grabstein von John F. Kennedy ist aus dem Schiefer aus Monson gefertigt.

### Tourismus

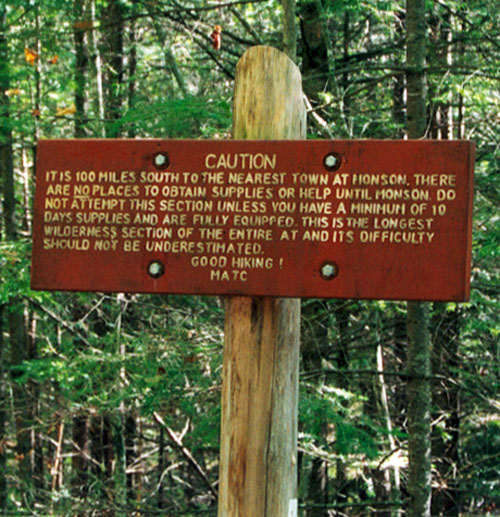
Warnung vor der Wildnis bis Monson

Die Lage als letzte Stadt am Appalachian Trail vor dem Anfang der 100-Mile-Wilderness bedeutet für Monson, dass viele Wanderer hier übernachten und sich noch einmal mit Vorräten eindecken, bevor sie durch die Wildnis aufbrechen.

### Verkehr
Die Maine State Route 6, führt in nordsüdlicher Richtung durch das Gebiet von Monson.

### Öffentliche Einrichtungen
In Monson gibt es keine medizinischen Einrichtungen oder Krankenhäuser. Nächstgelegene Einrichtungen für die Bewohner von Monson befinden sich in Dover-Foxcroft.
In Monson befindet sich die Monson Public Library an der Greenville Road.

### Bildung
Monson hat eine Grundschule und eine weiterführende Schule, beide als Monson Academy bekannt. Obwohl erst 1847 Klassen unterrichtet wurden, fiel das letzte größere Gebäude 1861 einem Feuer zu Opfer. Die Schule blieb auch 1968 geöffnet, als die Gebäude umgestaltet wurden und die 7. bis 12. Klasse nach Dover-Foxcroft verlegt wurden. Die Academy hat auch Basketballturniere in Maine in den 1950er und 1960er Jahren gewonnen. Viele der Trophäen und anderen Andenken sind im Monson Museum ausgestellt. Die Schulmannschaft war unter dem Namen Slaters bekannt und ihre Farben waren Orange und Schwarz. 
 Heute sind die Grundschule und die Turnhalle, die für lokale und private Veranstaltungen genutzt wird, an der Stelle des ursprünglichen Schulgebäudes. Vor kurzem wurde der Musikpavillon wiederhergestellt. Die Grundschule gibt es seit den 1980er Jahren; eine Erweiterung fand in den 1990er Jahren statt, hierbei wurde ein Raum für eine neue Bücherei und Schulräume gebaut. An der Schule wurden nur 40 Schüler eingeschrieben. Mit den Klassen 1 bis 4 ist sie als Vorschule zu rechnen. Die Grundschule ist Teil des MSAD 68. Bis zur Entscheidung des Bundesstaates Maine im März 2009 haben Direktoren des MSAD 68 für die Schließung der Grundschule in Monson und den Bustransfer der Schüler nach Dover-Foxcroft gestimmt. Er beginnt im Schuljahr 2009–2010; dadurch werden steigende Immatrikulationen und Kosten fällig.

## Persönlichkeiten

### Söhne und Töchter der Stadt
- Levi William Humphrey (1881–1947), Politiker

### Persönlichkeiten, die vor Ort gewirkt haben
- Berenice Abbott (1898–1991), Fotografin